# Aéroport international de Gwadar
Pour les articles homonymes, voir GWD.
L'aéroport international de Gwadar (code IATA : GWD • code OACI : OPGD), est un aéroport situé à Gwadar, au Balouchistan (Pakistan).

## Situation
| Bahawalpur Chitral Dalbandin Dera Ghazi Khan Dera Ismail Khan Faisalabad Gilgit Gwadar Islamabad Karachi Lahore Moenjodaro Multan Nawabshah Panjgur Peshawar Quetta Rahim Yar Khan Sialkot Sawan Sehwan · Sharif Sindhri Skardu Sukkur Turbat Zhob |

## Description
La construction de l'aéroport a coûté 240 millions de dollars.
Inauguré en octobre 2024, l'aéroport n'avait encore accueilli aucun passager en mars 2025.